# ベアトリス・デ・スアビア
ベアトリス・デ・スアビア （Beatriz de Suabia, 1203年 - 1235年）は、カスティーリャ＝レオン王フェルナンド3世の最初の王妃。ドイツ語名はエリーザベト（またはベアトリクス）・フォン・ホーエンシュタウフェン（またはシュヴァーベン）（Elisabeth (Beatrix) von Hohenstaufen (Schwaben)）。スアビアとはシュヴァーベンのこと。

## 生涯
シュヴァーベン公及び神聖ローマ皇帝フィリップと、東ローマ帝国の皇女イレーネー・アンゲリナ（イサキオス2世アンゲロスの娘）の四女として生まれる。姉ベアトリスは神聖ローマ皇帝オットー4世の皇后。
父の死後、従兄にあたるシチリア王フェデリーコ（後の神聖ローマ皇帝フリードリヒ2世）の庇護を頼り、カスティーリャ＝レオン王フェルナンド3世との結婚が取り決められた。2人は1219年にブルゴス大聖堂で結婚した。
2人の間には10人の子が生まれた。
- アルフォンソ10世（1221年 - 1284年）
- ファドリケ（1223年 - 1277年）
- フェルナンド（1225年 - 1243年/1248年）
- レオノール（1227年 - ?）
- ベレンゲラ（1228年 - 1288年/1289年）
- エンリケ（1230年 - 1304年）
- フェリペ（1231年 - 1274年）
- サンチョ（1233年 - 1261年）
- マヌエル（1234年 - 1283年） - アルフォンソ11世の摂政フアン・マヌエルの父。
- マリア（1235年）

ベアトリスは、ブルゴスのサンタ・マリア・デ・ラス・ウエルガス王立修道院内の王家霊廟にてエンリケ1世の棺の隣に葬られたが、後に息子アルフォンソ10世によって、セビーリャの夫の棺の隣に移された。